# Daniel Cirera
Daniel Cirera (eigentlich Daniel Cirera Jimenez; * 31. Juli 1976 in Malmö, Schweden) ist ein schwedischer Sänger und Komponist.
Cirera lernte als Jugendlicher Gitarre und spielte in mehreren Bands, konzentrierte sich dann aber auf eine Karriere im juristischen Bereich und gründete einen eigenen Verlag. Internationalen Erfolg hatte er durch die Single Motherfucker - Fake Vegetarian Ex-Girlfriend, in der er mit seiner angeblich pseudo-vegetarischen Exfreundin abrechnet. Er wurde von der Association of Independent Music als bester Newcomer ausgezeichnet.

## Diskografie
- Honestly; I Love You *Cough* (2004; EMI, 2006; Tommy Boy, 2007)
- Motherfucker - Fake Vegetarian Ex-Girlfriend (Single, EMI, 2006)
- Roadtrippin (Single, EMI, 2006)
- Live from my Living Room (Live-Promo-Single)